# Dajt
Dajt è una frazione del comune di Tirana in Albania (prefettura di Tirana).
Fino alla riforma amministrativa del 2015 era comune autonomo, dopo la riforma è stato accorpato, insieme agli ex-comuni di Baldushk, Bërzhitë, Farkë, Kashar, Krrabë, Ndroq, Petrelë, Pezë, Shëngjergj, Vaqarr, Zall Bastar, Zall Herr a costituire la municipalità di Tirana.

## Località
Il comune era formato dall'insieme delle seguenti località:
- Linze
- Shishtufine
- Tujan
- Brrar
- Ferraj
- Priske e Madhe
- Surrel
- Lanagregas
- Shkalle
- Qafmolle
- Darshen
- Selbe
- Murt